# Allotopus rosenbergi
Allotopus rosenbergi es una especie de coleóptero de la familia Lucanidae. La especie fue descrita científicamente por Samuel Constantinus Snellen van Vollenhoven y Charles Christopher Parry en 1872.

## Distribución geográfica
Habita en Java (Indonesia).